# Zvv Adelaars

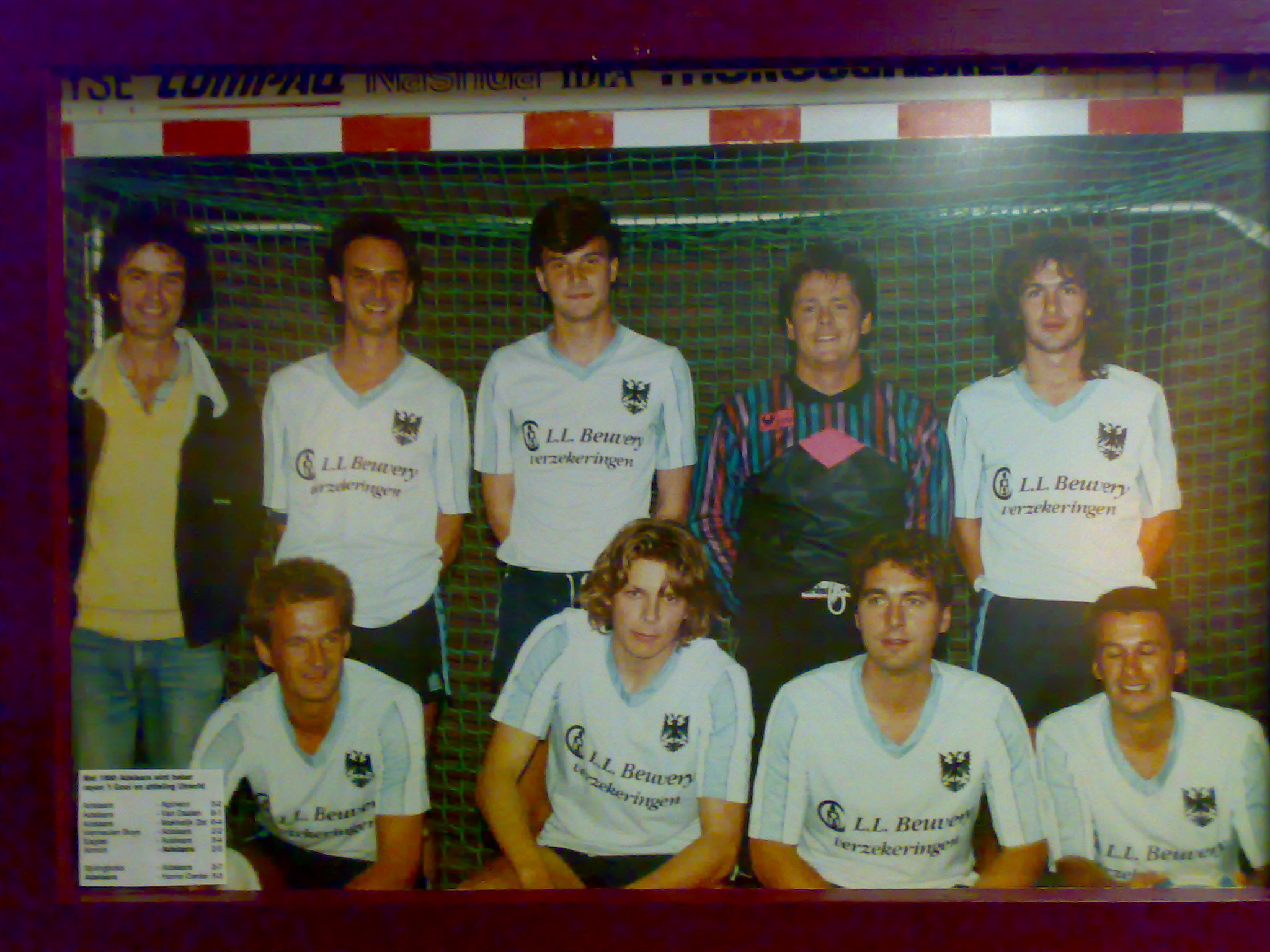
Adelaars in 1990 met tweede van links onder Youri Mulder

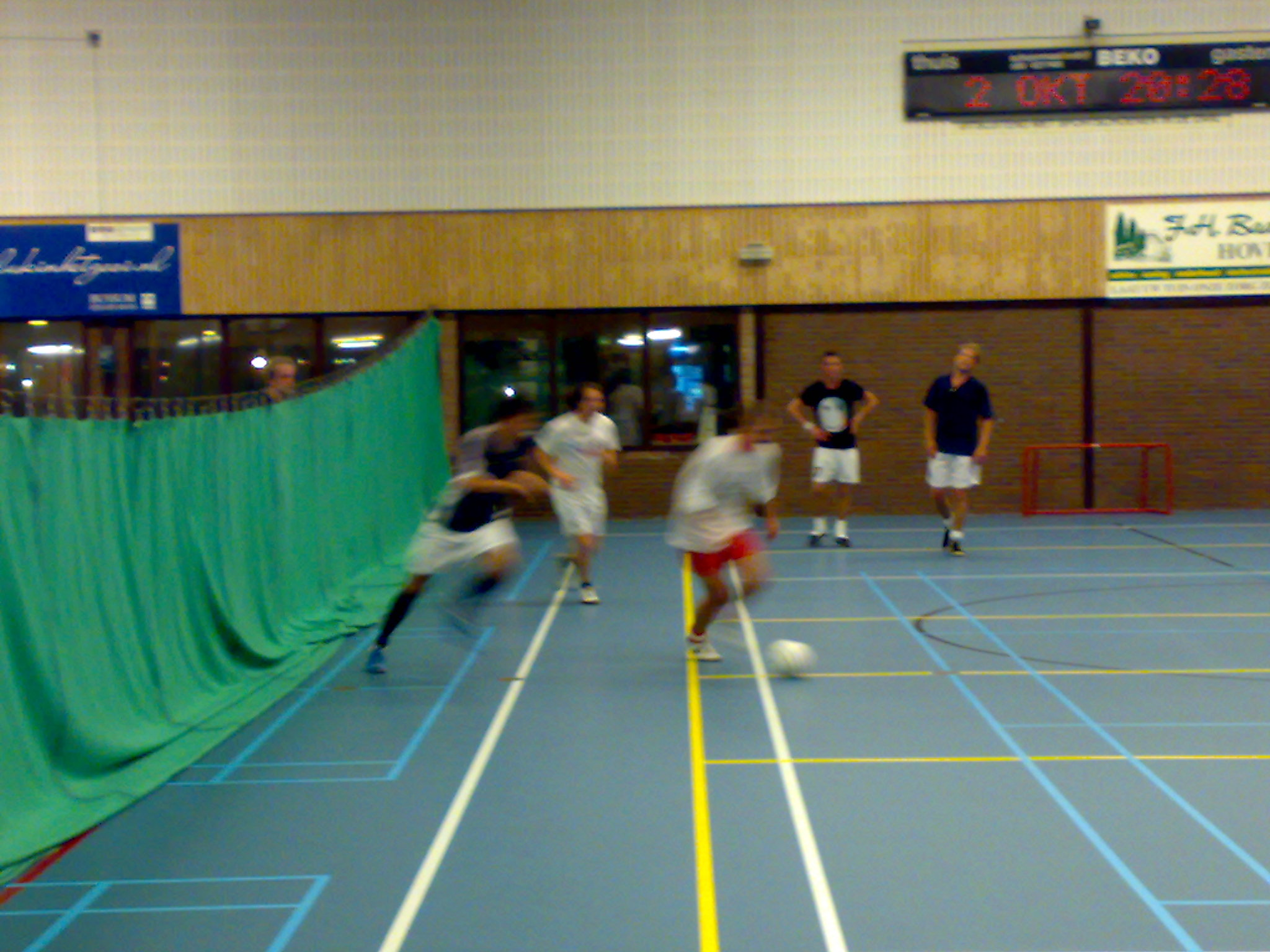
Training Adelaars in de Lunet

Zaalvoetbalvereniging Adelaars, kortweg zvv Adelaars, is een Nederlandse zaalvoetbalclub uit Naarden. Adelaars werd op 1 maart 1973 opgericht in Utrecht. De thuishal van Adelaars is 'De Lunet' en het is een van de oudste zaalvoetbalverenigingen uit de regio 't Gooi. Adelaars heeft op dit moment acht herenteams en zo'n 100 leden. Het eerste team speelt in de Hoofdklasse B. Na van 1990 tot 2012 een clubhuis gehad te hebben naast de Hockeyclub Naarden, werd er een volledig gerenoveerd clubhuis annex kantine gerealiseerd in sporthal 'De Lunet', gelegen aan de Amersfoortsestraatweg 16 te Naarden.
Eens per jaar organiseert Adelaars het Vergaarbakkentoernooi in sporthal 'De Lunet'.

## Erelijst
Competitie:
- 1975-1976: Kampioen 4e klasse C
- 1976-1977: Kampioen 3e klasse A
- 1979-1980: Kampioen 1e klasse B
- 1985-1986: Kampioen Gooise Hoofdklasse
- 1992-1993: Kampioen 2e klasse D
- 1995-1996: Kampioen 1e klasse B
- 2000-2001: Kampioen 1e klasse A
- 2008-2009: Periodekampioen Hoofdklasse B (eerste periode)
- 2014-2015: Periodekampioen 1e klasse D en promotie naar de Hoofdklasse B

Beker:
- 1990: beker 't Gooi
- 1990: beker afdeling Utrecht

## Bekende (ex-)spelers
- Youri Mulder (1988-1990)
- Reinder Hendriks (2014-heden)
- Hedwiges Maduro (2018-2020)